# Impatiens hamata
Impatiens hamata är en balsaminväxtart som beskrevs av Otto Warburg. Impatiens hamata ingår i släktet balsaminer, och familjen balsaminväxter. Inga underarter finns listade i Catalogue of Life.